# Самуил Иконийски
Самуил (на гръцки: Σαμουήλ) е гръцки духовник, митрополит на Вселенската патриаршия.

## Биография
Служи като велик протосингел на Вселенската патриаршия. През януари 1822 година е избран и по-късно ръкоположен за пловдивски митрополит. През септември 1824 година „поради възникналите там конфликти и нередности и произтичащите от тях недоволства“, след „висша царска заповед“ той е подава доброволно оставка. През септември 1827 година е избран за писидийски митрополит. През ноември 1830 година подава оставка. През септември 1835 година е избран за иконийски митрополит. На 8 януари 1840 година подава оставка. Умира около 1846 година.